# 费南迪纳比奇 (佛罗里达州)
费南迪纳比奇（英語：Fernandina Beach），是美国佛罗里达州拿騷縣下属的一座城市。建立于1825年。面积约为27.8平方公里（约合10.7平方英里）。根据2010年美国人口普查，该市有人口11,487人。论人口在本州排行第152。